# Franz Joseph von Bretfeld-Chlumczansky
Franz Joseph Thomas Ritter und Edler Herr von Bretfeld, ab 1807 Freiherr von Bretfeld zu Cronenburg, ab 1833 Freiherr von Bretfeld-Chlumczansky zu Cronenburg, auch Josef Chlumczansky von Bretfeld genannt (* 28. April 1777 in Prag; † 23. November 1839 in Wien), war ein böhmischer Jurist, Historiker, Genealoge und Schriftsteller.

## Biographie
Er entstammte einem Adelsgeschlecht aus Krumau in Südböhmen und war der Sohn des Universitätsprofessors und Konsitorialkanzlers Joseph Ritter von Bretfeld zu Cronenburg (1729–1820) und der Maria Anna Chlumczansky von Przestawlk und Chlumczan (1753–1819). Sein Onkel Wenzel Leopold Ritter Chlumczansky von Przestawlk und Chlumczan wurde 1814 Erzbischof von Prag und Primas des Königreichs Böhmen. Sein anderer Onkel, der unverheiratete k.u.k. Kämmerer und Oberstleutnant Adalbert Ritter Chlumczansky von Prestawlk und Chlumczan († 1833) wurde sein Adoptivvater, weshalb Bretfeld am 11. Mai 1833 in Wien seine Namensvereinigung mit Bretfeld-Chlumczansky gewährt wurde.
Bretfeld war Ritter des katholischen Malteserordens und Schatzmeister des k.u.k. Sternkreuzordens. Er war k.u.k. Kämmerer und Wirklicher Staatskanzleirat, Professor und Rektor (1822) der Universität Wien. Außerdem war Bretfeld Gutsherr auf Weseliczko und Klein-Zbieschitz und ab 1830 auch auf Swatkowitz.
Bretfeld-Chlumczansky residierte in den Sommermonaten auf Schloss Weseliczko und führte dort ein ausschweifendes Leben. Im Schloss spielten täglich Musikanten und auf dem Teich Veselský rybník ließ er bemalte Boote mit singenden jungen Leuten fahren. Für sich und seine Untertanen veranstaltete Bretfeld-Chlumczansky zahlreiche Belustigungen. Ein besonderes Vergnügen bereitete ihm, Münzen unter die Kinder zu werfen. Sein Besitz wurde am 28. Februar 1838 unter die Kuratel seiner Neffen Prokop Graf Lažanský und Josef Kreil gestellt. Zu dieser Zeit besaß er ein Vermögen von 56.336 Gulden, darunter als einzige Immobilien die Güter Weseliczko (36.000 Gulden) und Swatkowitz (14.541 Gulden), die Höhe seiner Schulden belief sich auf 9.292 Gulden.
Er war ein engagierter Kunst-, Bücher- und Münzsammler und hinterließ eine umfangreiche Münzsammlung, deren Verzeichnis nach seinem Tod veröffentlicht wurde (Verzeichniss der Münzen und Medaillen Sammlung aus der Verlassenschaft des Herrn Franz Joseph Freyherrn von Bretfeld-Chlumczansky, Wien 1841–1842).
Bretfeld-Chlumczansky war Ehrenmitglied der k.u.k. Akademie der bildenden Künste Wien und der Königlich Großbritannischen „Gesellschaft für Altertumskunde“ London.
Da Franz Joseph von Bretfeld-Chlumczansky 1839 ohne Nachkommen blieb, fiel das Erbe seinen in Wien lebenden minderjährigen Neffen und Nichten Emanuel, Antonín und Josefine zu, die unter der Vormundschaft von Prokop Graf Lažanský und Václav Ritter Bohuš standen. Bewirtschaftet wurden die beiden böhmischen Güter durch Josef Kreil, der sie 1843 an Johann Nepomuk Nádherný verkaufte.